# Polymerase basic Protein 1
PB1 ist eines der bis zu elf verschiedenen Proteine des Influenzavirus A (IAV).

## Eigenschaften
PB1 ist ein internes Protein des IAV und kommt im Virion vor. Es ist eines der drei viralen Proteine des RNA-Polymerase-Komplexes neben PA und PB2. PB1 ist neben PB2 ein Polymeraseprotein mit basischem isoelektrischen Punkt, während PA einen sauren (aciden) isoelektrischen Punkt aufweist. Daher stammt die Abkürzung des Namens.
Gelegentlich wird aus einem zweiten offenen Leseraster ein nichtessentielles Protein PB1-F2 gebildet. Der RNA-Polymerase-Komplex ist im Replikationszyklus für die Replikation und die Transkription der viralen RNA zuständig. Die Transkription der viralen mRNA erfolgt durch den einzigartigen Mechanismus des Cap snatching. Die mit 5'-methylierten Cap-Strukturen modifizierten zellulären mRNA werden von PB2 an der 7-Methylguanosingruppe gebunden und anschließend 10 bis 13 Nukleotide nach der Cap-Struktur durch PA geschnitten. Die kurzen Cap-tragenden Fragmente werden von PB1 gebunden und im RNA-Polymerase-Komplex als Primer für die Transkription viraler RNA verwendet. Bei der Replikation initiiert PB1 die RNA-Synthese. PB1 ist phosphoryliert.

## Anwendungen
PB1 wird als Target bei der Entwicklung von Arzneistoffen gegen IAV untersucht.